# Oligosoma infrapunctatum
Espèce
Synonymes
- Lygosoma infrapunctatum Boulenger, 1887
- Leiolopisma infrapunctatum (Boulenger, 1887)
- Oligosoma newmani Wells & Wellington, 1985
- Oligosoma robinsoni Wells & Wellington, 1985

Statut de conservation UICN

 NT  : Quasi menacé
Oligosoma infrapunctatum est une espèce de sauriens de la famille des Scincidae.

## Répartition
Cette espèce est endémique de Nouvelle-Zélande. Elle se rencontre dans l'île du Sud et dans l'île du Nord.

## Publication originale
- Boulenger, 1887 : Catalogue of the Lizards in the British Museum (Nat. Hist.) III. Lacertidae, Gerrhosauridae, Scincidae, Anelytropsidae, Dibamidae, Chamaeleontidae. London, p. 1-575 (texte intégral).